# Jukka Rasilainen
Jukka Veikko Rasilainen es un destacado bajo-barítono finlandés nacido en Helsinki en 1956.

## Carrera
El barítono-bajo finlandés Jukka Rasilainen estudió con la maestra Tina Scapini-Rella en la Academia de Sibelius, Helsinki. Siendo aún estudiante debutó en Don Giovanni (Leporello) bajo la dirección de Carlo de Mónaco. En la temporada 1985-1986 se hizo miembro del Opernstudio de Zúrich.
Desde 1986 hasta 1993 tuvo un contrato consolidado con las Städtische Bühnen en Dortmund y las Vereinigte Städtische Bühnen Krefeld Mönchengladbach como bajo y barítono heroico. Allí elaboró un gran repertorio, que incluye los siguientes papeles: Wozzek (papel principal), Lucia di Lammermoor (Raimondo), Falstaff (papel principal), Nabucco (papel principal), Salomè (Jochanaan), Tosca (Scarpia).
En 1991 Jukka Rasilainen debutó en Flensburg en la ópera de Wagner El holandés errante. Como consecuencia del éxito obtenido, cantó este papel en más de 12 producciones en los teatros de opera como en la Ópera del estado de Viena, La Staatsoper Unter den Linden, la ópera de Berlín, ópera de Dresde, la ópera de Tokio y ópera de Savonlinna.
En 1992 debutó en la ópera de Dresde, con la que sigue unido a través de un contrato residencial. Participó allí en 10 nuevas producciones y estrenos: Der Freischütz (Kaspar), Tosca (Scarpia), Das schlaue Füchslein (Förster), Tristán e Isolda (Kurwenal), Le Nozze di Figaro (Figaro), Aida (Amonasro), Il Tabarro (Michele), Carmen (Escamillo), dos veces, bajo la dirección de Harry Kupfer y en la nueva producción de Konstanze Lauterbach, Rake’s Progress (Nick Shadow), Das Rheingold (Wotan), Die Walküre (Wotan), Siegfried (Wanderer) y en La mujer sin sombra (Barak). El repertorio adicional, que cantó en Dresde, incluye: El holandés errante (papel principal), Fidelio (Pizarro), Don Giovanni (Leporello), Le Nozze di Figaro (Conde), Lohengrin (Heerufer), Salomè (Jochanaan).
En 1993 debutó en Nabucco (Zaccharia) en el Festival de Bregenz. Desde 1994 es además invitado habitual de la Ópera nacional de Finlandia, dónde ya cantó los siguientes papeles: Otello (Jago), Tosca (Scarpia), Rheingold (Wotan), Walküre (Wotan), Siegfried (Wanderer), Carmen (Escamillo) y La mujer sin sombra (Barak). En 2000 cantó en Helsinki el nuevo ciclo de los Nibelungos de Wagner bajo la dirección de Götz Friedrich. En 1997 Osmo Vänskä le llevó a Londres al BBC Proms Festival como solista (Kullervo) en la “Kullervo-Sinfonie” de Sibelius.
En 1995 debutó en Parsifal como Amfortas en la Ópera de Montpellier. Cantó este papel también en 1998 en el Royal Opera House Covent Garden con Plácido Domingo como Parsifal, en el Teatro de la ópera de Roma, en la ópera de París y en la ópera de Dresde.
Entre 2000 y 2002 Jukka Rasilainen cantó en la ópera de Zúrich el nuevo Anillo de los Nibelungos (Wotan, Wanderer) bajo la dirección artística de Robert Wilson y la dirección musical de Franz Welser-Möst. Otro estreno importante en 2003 fue Elektra (Orest) de Strauss bajo la dirección artística de Martin Kušej y la dirección musical de Christoph von Dohnanyi, de nuevo en Zúrich.
En 2003 cantó en Lohengrin (Telramund) en el festival de ópera de Edimburgo, bajo la dirección de Donald Runnicles y la dirección artística de Keith Warner. También lo hizo en Siegfried (Wanderer), en Tokio, en Taiwán en las respectivas Tristán e Isolda (Kurwenal) y Falstaff (papel principal). En la ópera del estado de Baviera debutó en Arabella (Mandryka) y Fidelio (Pizarro).
En 2004 el Estado libre de Sajonia le otorgó el título “Kammersänger” en la ópera de Dresde.
En 2005 debutó en El holandés errante (papel principal) en el Festival de Bayreuth.
Durante la temporada 2005-2006 también destacan Tristán e Isolda (Kurwenal) con Ben Heppner y Waltraud Meier bajo la dirección artística de Peter Sellars y la dirección musical de Esa-Pekka Salonen y una nueva producción de El anillo del Nibelungo en el Théâtre du Châtelet *(Wanderer, Wotan)* bajo la dirección artística de Robert Wilson y la dirección musical de Christoph Eschenbach.
Los contratos para la temporada 2006-2007 incluyeron las siguientes producciones:
En la ópera de Dresde: Das Rheingold (Wotan), Siegfried (Wanderer), Die Walküre (Wotan), Carmen (Escamillo), Tristan e Isolde (Kurwenal), La mujer sin sombra (Barak) así como El Holandés Errante (papel principal),
Una gira de conciertos de Wagner a la Tonhalle-Orchester Zürich, la Auditorium Stravinski Montreux, el casino de Basilea, el casino de Ginebra y la Tonhalle St.Gallen, así como El Holandés Errante (papel principal) en la Opera del estado de Baviera.
Como destacado intérprete wagneriano ha sido un habitual del Festival de Bayreuth, donde debutó en 2005 sustituyendo a un consumado cantante, John Tomlinson en el rol protagónico de El holandés errante. En los años siguientes se ha presentado como solvente secundario en otras obras del repertorio wagneriano: Amfortas en Parsifal (2006 y 2007), Kurwenal en Tristán e Isolda (2008, 2009, 2011 y 2012) y Telramund en Lohengrin (2011 y 2015).

## Repertorio
Compositor	- Ópera 	 - Rol
- L. van Beethoven - Fidelio	- Don Pizarro
- A. Berg	 - Wozzeck	 - Wozzeck
- G. Bizet	- Carmen	 - Escamillo
- B. Britten	- Peter Grimes - Balstrode
- L. Janácek	- Das schlaue Füchslein - Förster
- R. Leoncavallo	 - Pagliacci	 - Tonio
- W. A. Mozart	- Don Giovanni	- Don Giovanni
- W. A. Mozart	- Le Nozze di Figaro	 - Conte d´Almaviva
- W. A. Mozart	- Le Nozze di Figaro	 - Figaro
- J. Offenbach	- Les Contes d´Hoffmann - Lindorf, Coppélius, Miracle, Dapertutto
- G. Puccini	- Il Tabarro	 - Michele
- G. Puccini	- Tosca	 - Scarpia
- R. Strauss	- Arabella	 - Mandryka
- R. Strauss	- Elektra	 - Orest
- R. Strauss	- Die Frau ohne Schatten - Barak
- R. Strauss	- Salome	 - Jochanaan
- I. F. Strawinsky - The Rake´s Progress	- Nick Shadow
- G. Verdi	- Aida	 - Amonasro
- G. Verdi	- Falstaff	 - Sir John Falstaff
- G. Verdi	- Nabucco	 - Zaccharia
- R. Wagner	- Der Fliegende Holländer - Holländer
- R. Wagner	- Lohengrin	 - Der Heerrufer des Königs
- R. Wagner	 - Lohengrin	 - Friedrich von Telramund
- R. Wagner	- Parsifal	 - Amfortas
- R. Wagner	- Das Rheingold	- Wotan
- R. Wagner	- Siegfried	 - Der Wanderer
- R. Wagner	- Tristan und Isolde	 - Kurwenal
- R. Wagner	- Die Walküre	 - Wotan
- C. M. Weber	 - Der Freischütz	 - Kaspar